# Castelo de Salvaterra

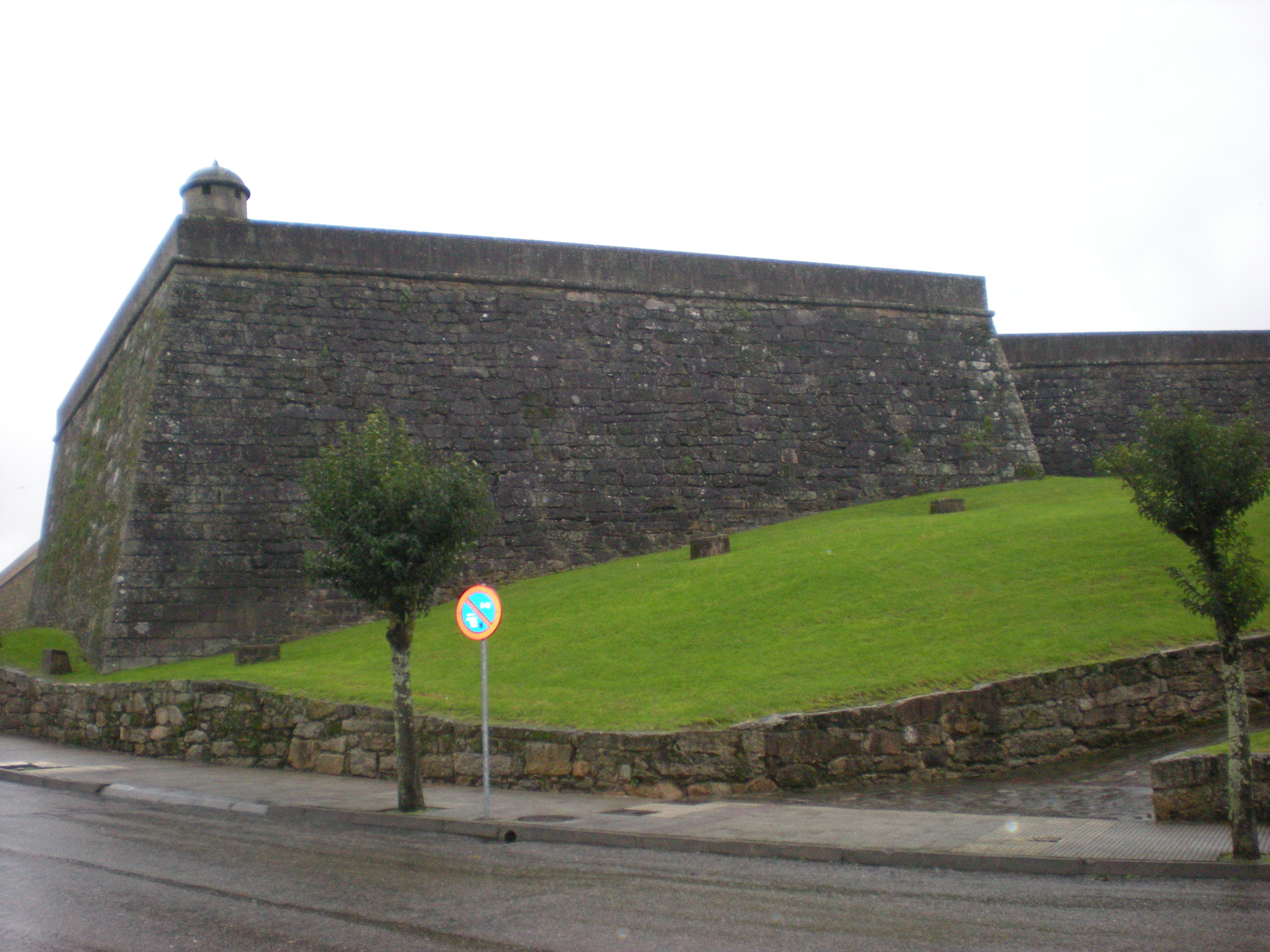
Castelo de Salvaterra, Galiza: aspeto das muralhas.

O Castelo de Salvaterra, também conhecido como Castelo de Dona Urraca, localiza-se no concelho de Salvaterra de Miño, província de Pontevedra, na comunidade autônoma da Galiza, na Espanha.
Ergue-se no alto de um monte, em posição dominante sobre o rio Minho, no centro histórico da povoação.

## História
As suas origens remontam aos séculos X e XI.
Foi palco de confrontos entre Portugal e o Reino da Galiza,  Portugal e o Reino de Leão, e em datas posteriores  Portugal e o Reino de Castela. Daqui Dona Urraca dirigiu, apoiada por Diego Gelmírez, em 1121, o ataque contra a sua irmã, Teresa da Galiza, que se proclamara rainha de Portugal.
Em 1479 Pedro Madruga aqui se defendeu do exército contra ele enviado pelo arcebispo Alonso II de Fonseca.
No contexto da Guerra de Restauração Portuguesa, pertenceu a Portugal entre 1643 e 1659, uma vez que o seu senhor, García Sarmiento de Soutomaior, conde de Salvaterra, deixara como seu alcaide o português Gregorio Lopes de Puja que chamou João Rodrigues de Vasconcelos e Sousa, conde de Castelo Melhor, a quem entregou a praça, abrindo-lhe as portas da vila, após a travessia do rio Minho (15 de Agosto de 1643), não sem confrontos com as gentes da terra.
Em mãos portuguesas, estes reforçaram e melhoraram-lhe as defesas construindo novos panos de muralhas e reforçando-lhe os baluartes tornando-o numa fortaleza quase que inexpugnável. Por essa razão, as tropas espanholas prepararam-se para ocupar a Monção, contornando a cabeça de ponte em Salvaterra e cercando o castelo com as fortificações de Santiago de Aitona, Filaboa, e a Atalaia de San Pablo de Porto.
A Fortaleza de Fillaboa, ainda em obras, foi assaltada e arrasada por 2.000 infantes e 50 cavaleiros portugueses, sendo reerguida imediatamente pelos espanhóis. A Atalaia de San Pablo, poucos meses após ser concluída, também foi atacada e destruída pelos portugueses, para ser reconstruída pelos espanhóis.
De qualquer modo, este conjunto de forticações cumpriu o seu papel ao permitir a investida espanhola sobre Monção, apoiada pela artilharia do Forte de Santiago de Aitona, que veio a cair em 7 de Fevereiro de 1659. As tropas portuguesas, completamente cercadas em Salvaterra, capitularam dez dias depois ao marquês de Viana.
Com a vitória, as fortificações auxiliares passaram a se constituir em um perigo. Desse modo, a Junta de Guerra determinou a demolição das duas primeiras (29 de Maio de 1659), permanecendo apenas a Atalaia.
Em nossos dias, o concelho de Salvaterra de Minho adquiriu a sua propriedade e iniciou um plano de reabilitação ainda não concluído. Ainda assim, encontra-se em bom estado de conservação, aberto à visitação pública como espaço cultural. Integra o Programa Fortrans, aprovado  em 2006, com o objetivo da recuperação e valorização das fortalezas fronteiriças, em ambas as margens do rio Minho.

## Características
O conjunto ocupa uma superfície de 9.700 metros quadrados, compreendido pelo recinto murado com as suas guaritas, a Casa do Conde, o Paço de Dona Urraca e a Capela da Virgem da Oliva. Do século XII conservam-se as chamadas Covas de Dona Urraca, com a sua escada em caracol.
A Capela da Virgem da Oliva apresenta planta retangular e é recoberta com telha árabe em várias vertentes. Aparece brasonada com uma representação da Virgem e é coroada por uma cruz e pináculos em estilo barroco com bolas.